# Grands Prix automobiles de la saison 1914
1913 1915
La saison de Grands Prix automobiles 1914 comportait une Grande Épreuve : le Grand Prix de France. Des autres épreuves seule celle de l'Elgin National Trophy fut maintenue après la déclaration des hostilités.

## Grands Prix de la saison

### Grandes Épreuves
| Grand Prix          | Circuit | Date      | Pilote vainqueur         | Constructeur vainqueur | Résultats |
| ------------------- | ------- | --------- | ------------------------ | ---------------------- | --------- |
| Grand Prix de l'ACF | Lyon    | 4 juillet | Christian Lautenschlager | Mercedes               | Résultats |

### Autres Grands Prix
| Grand Prix                | Circuit           | Date          | Pilote vainqueur    | Constructeur vainqueur | Résultats |
| ------------------------- | ----------------- | ------------- | ------------------- | ---------------------- | --------- |
| Coupe Vanderbilt          | Santa Monica      | 26 février    | Ralph DePalma       | Mercedes               | Résultats |
| Grand Prix des États-Unis | Santa Monica      | 28 février    | Eddie Pullen        | Mercer                 | Résultats |
| 500 miles d'Indianapolis  | Indianapolis      | 30 mai        | René Thomas         | Delage                 | Résultats |
| Coppa Florio              | Madonies          | 31 mai        | Felice Nazzaro      | Nazzaro                | Résultats |
| Grand Prix de Russie      | Saint-Pétersbourg | 31 mai        | Willy Scholl        | Benz                   | Résultats |
| Tourist Trophy            | Île de Man        | 10 et 11 juin | Kenelm Lee Guinness | Sunbeam                | Résultats |
| Elgin National Trophy     | Elgin             | 5 septembre   | Ralph DePalma       | Mercedes               | Résultats |